# Kastamonu (circonscription électorale)
La circonscription électorale de Kastamonu correspond à la province du même nom et envoie 3 députés à la Grande assemblée nationale de Turquie.

## Composition
La circonscription de Kastamonu est divisée en 20 districts (ilçe). Chaque district est composé d'un chef-lieu et de municipalités (communes et villages).

## Résultats électoraux

### Élections législatives de 2018
| Partis                   | Partis                                        | Voix    | %     | Sièges | +/-           | Élus                       |
| ------------------------ | --------------------------------------------- | ------- | ----- | ------ | ------------- | -------------------------- |
|                          | Parti de la justice et du développement (AKP) | 130 270 | 52,23 | 2      | 1             | Hakkı Köylü et Metin Çelik |
|                          | Parti d'action nationaliste (MHP)             | 50 072  | 20,08 | 0      | en stagnation |                            |
|                          | Parti républicain du peuple (CHP)             | 38 793  | 15,55 | 1      | 1             | Hasan Baltacı              |
|                          | Le Bon Parti (İYİ)                            | 23 251  | 9,32  | 0      | Nv.           |                            |
|                          | Parti démocratique des peuples (HDP)          | 2 821   | 1,13  | 0      | en stagnation |                            |
|                          | Parti de la félicité (SP)                     | 2 357   | 0,95  | 0      | en stagnation |                            |
|                          | Parti patriote (VATAN)                        | 1 095   | 0,44  | 0      | en stagnation |                            |
|                          | Parti de la cause libre (HÜDA PAR)            | 736     | 0,30  | 0      | en stagnation |                            |
|                          |                                               |         |       |        |               |                            |
| Total                    | Total                                         | 249 395 | 100   | 3      | en stagnation | -                          |
| Inscrits / participation | Inscrits / participation                      | 285 917 | 87,16 |        |               |                            |

### Élections législatives de 2023
| Partis                   | Partis                                        | Voix    | %     | Sièges | +/-           | Élus                               |
| ------------------------ | --------------------------------------------- | ------- | ----- | ------ | ------------- | ---------------------------------- |
|                          | Parti de la justice et du développement (AKP) | 118 177 | 45,45 | 2      | en stagnation | Halil Uluay et Fatma Serap Ekmekcı |
|                          | Parti républicain du peuple (CHP)             | 56 570  | 21,76 | 1      | en stagnation | Hasan Baltacı                      |
|                          | Parti d'action nationaliste (MHP)             | 39 036  | 15,01 | 0      | en stagnation |                                    |
|                          | Le Bon Parti (İYİ)                            | 19 785  | 7,61  | 0      | en stagnation |                                    |
|                          | Nouveau parti de la prospérité (YRP)          | 10 496  | 4,04  | 0      | Nv.           |                                    |
|                          | Parti de la victoire (ZP)                     | 4 542   | 1,75  | 0      | Nv.           |                                    |
|                          | Parti de la grande unité (BBP)                | 2 346   | 0,90  | 0      | en stagnation |                                    |
|                          | Parti de la patrie (M)                        | 2 007   | 0,77  | 0      | Nv.           |                                    |
|                          | Parti de la gauche verte (YSP)                | 1 407   | 0,54  | 0      | en stagnation |                                    |
|                          | Parti de la justice (AP)                      | 1 383   | 0,53  | 0      | Nv.           |                                    |
|                          | Parti de la mère patrie (ANAP)                | 1 146   | 0,44  | 0      | en stagnation |                                    |
|                          | Parti jeune (GP)                              | 476     | 0,18  | 0      | en stagnation |                                    |
|                          | Parti des droits et libertés (HAK)            | 401     | 0,15  | 0      | en stagnation |                                    |
|                          | Parti de la nation (MP)                       | 348     | 0,13  | 0      | en stagnation |                                    |
|                          | Parti de libération du peuple (HKP)           | 347     | 0,13  | 0      | en stagnation |                                    |
|                          | Parti patriote (VATAN)                        | 295     | 0,11  | 0      | en stagnation |                                    |
|                          | Parti communiste de Turquie (TKP)             | 266     | 0,10  | 0      | en stagnation |                                    |
|                          | Parti des travailleurs de Turquie (TIP)       | 250     | 0,10  | 0      | en stagnation |                                    |
|                          | Parti de l'union du pouvoir (GBP)             | 192     | 0,07  | 0      | Nv.           |                                    |
|                          | Parti de la route nationale (MYP)             | 160     | 0,06  | 0      | Nv.           |                                    |
|                          | Parti de gauche (SOL)                         | 128     | 0,05  | 0      | en stagnation |                                    |
|                          | Mouvement communiste (TKH)                    | 117     | 0,04  | 0      | Nv.           |                                    |
|                          | Parti de l'innovation (YP)                    | 65      | 0,02  | 0      | Nv.           |                                    |
|                          | Parti de la justice et de l'unité (AB)        | 12      | 0,00  | 0      | Nv.           |                                    |
|                          | Indépendants (Ind.)                           | 73      | 0,03  | 0      | en stagnation |                                    |
|                          |                                               |         |       |        |               |                                    |
| Total                    | Total                                         | 260 025 | 100   | 3      | en stagnation | -                                  |
| Inscrits / participation | Inscrits / participation                      | 295 628 | 88,07 |        |               |                                    |